# Kinh Trạng nguyên - Trại Trạng nguyên
Trong lịch sử khoa bảng Việt Nam, từ năm 1246 bắt đầu lấy đỗ Trạng nguyên đến năm 1787 đời Lê Trung Hưng, đã có tất cả 125 khoa thi với 127 đình nguyên (Nhà Nguyễn không lấy Trạng nguyên). Sở dĩ dôi ra hai đình nguyên vì có hai khoa triều Trần (năm 1256 và 1266) lấy hai Trạng nguyên: 'Kinh Trạng nguyên' (chữ Hán: 京狀元) cho khu vực từ Ninh Bình trở ra Bắc và 'Trại Trạng nguyên' (chữ Hán: 寨狀元) cho hai tỉnh Thanh Hóa và Nghệ An trở vào.

## Danh sách các Kinh Trạng nguyên - Trại Trạng nguyên
| Thứ tự | Họ tên        | Năm sinh - Năm mất | Quê quán   | Năm đỗ Trạng nguyên | Triều vua       | Danh vị           |
| 1      | Trần Quốc Lặc | chưa rõ            | Hải Dương  | 1256                | Trần Thái Tông  | Kinh Trạng nguyên |
| 2      | Trương Xán    | chưa rõ            | Quảng Bình | 1256                | Trần Thái Tông  | Trại Trạng nguyên |
| 3      | Trần Cố       | chưa rõ            | Hải Dương  | 1266                | Trần Thánh Tông | Kinh Trạng nguyên |
| 4      | Bạch Liêu     | 1236 - 1315        | Nghệ An    | 1266                | Trần Thánh Tông | Trại Trạng nguyên |